# St. Laurentius (Eschringen)

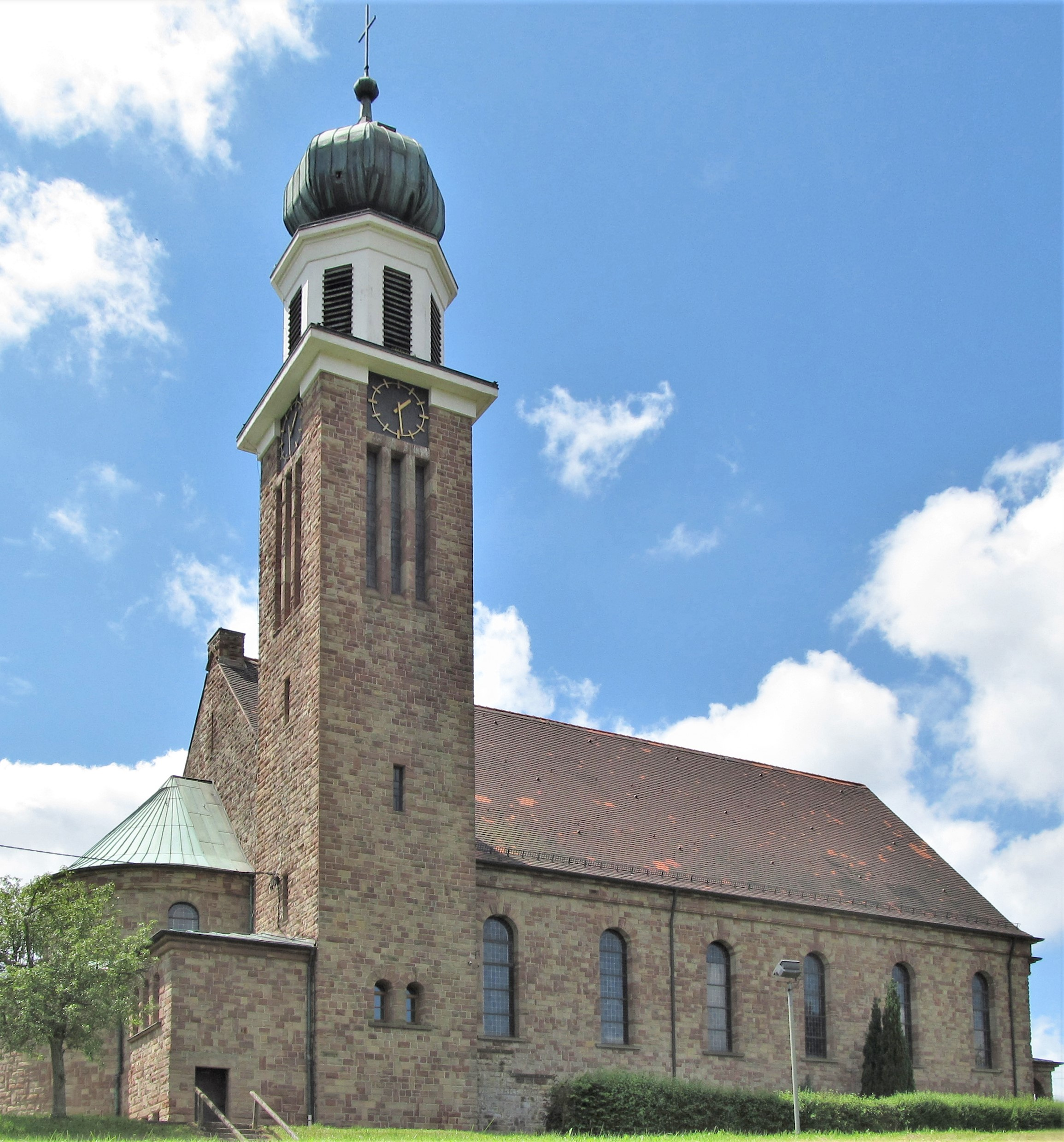
Die katholische Pfarrkirche St. Laurentius in Eschringen

Die Kirche St. Laurentius ist eine katholische Pfarrkirche in Eschringen, einem Stadtteil der saarländischen Landeshauptstadt Saarbrücken. Kirchenpatron ist der heilige Laurentius. In der Denkmalliste des Saarlandes ist die Kirche als Einzeldenkmal aufgeführt.
Die Pfarrei St. Laurentius sowie die Pfarrei St. Peter im benachbarten Ensheim gehören zum Bistum Speyer, alle anderen Pfarreien im Stadtgebiet von Saarbrücken gehören zum Bistum Trier. Dies ist auf die Gebiets- und Verwaltungsreform im Saarland 1974 zurückzuführen, bei der Eschringen und Ensheim aus dem damaligen Kreis St. Ingbert, deren Pfarreien zum Speyrer Bistum gehören, ausgegliedert und der Stadt Saarbrücken zugeschlagen wurden.

## Geschichte
1898 gründete sich in Eschringen ein Kirchenbauverein, der bis 1921 die Summe von 55.765 Mark sammelte. Doch durch die Inflation Anfang der 1920er Jahre wurde das Vermögen komplett entwertet. Aber es erfolgte ein Neuanfang und nach der Währungsumstellung im damaligen Saargebiet, das wirtschaftlich und politisch von Frankreich abhängig war, wurden 12.000 Franc gesammelt. Im Jahr 1926 erhielt die Kirche von der politischen Gemeinde Eschringens das Baugelände als Geschenk. Am 1. April 1929 erfolgte die Grundsteinlegung durch den Speyrer Bischof Ludwig Sebastian. Die Pläne für das Gotteshaus stammten vom Saarbrücker Architekten Peter Weiß, die Firma Niederländer aus Ormesheim führte die Bauarbeiten durch. Die Einweihung der Kirche konnte am 22. Juni 1930 gefeiert werden. Im Zweiten Weltkrieg wurde die Kirche mehrfach stark beschädigt und zwischen 1947 und 1949 restauriert, wobei es zu baulichen Veränderungen im Inneren kam. 1960 wurde St. Laurentius Pfarrkirche einer eigenen Eschringer Pfarrei. In den Jahren 1965 bis 1967 wurde der Altarraum umgebaut.

## Baubeschreibung

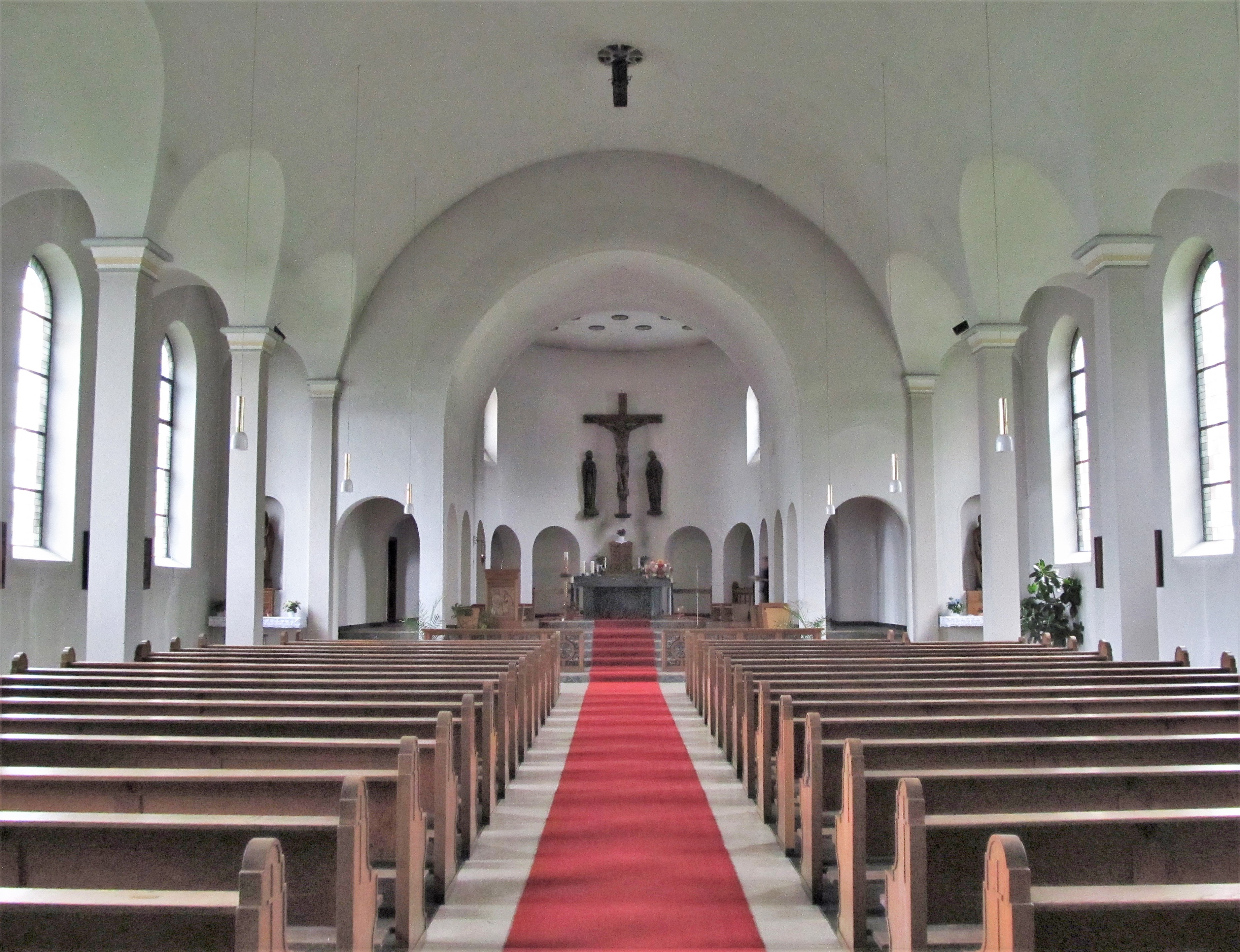
Blick ins Innere der Kirche

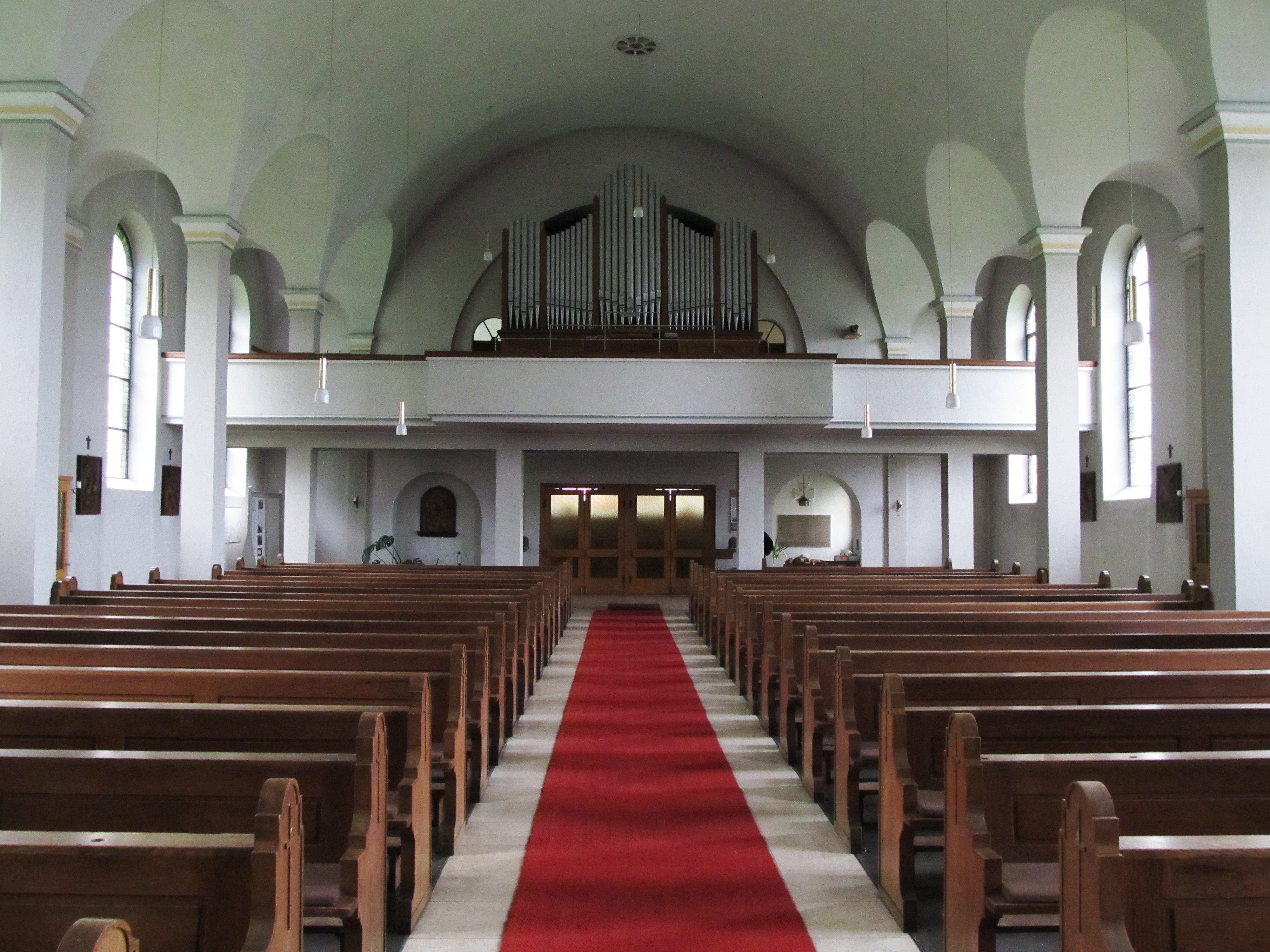
Blick vom Altarraum in Richtung Empore und Orgelprospekt

### Das Kircheninnere
Im Laufe der Zeit wurde das Innere der Kirche mehrfach verändert, wobei sich der Gesamtcharakter des Gotteshauses völlig veränderte. Ursprünglich waren Hochaltar, Kommunionbank und Kanzel in weißem Stuck ausgeführt. Auf dem Sockel des Altares befand sich ein Gemälde, das Leonardo da Vincis Abendmahl nachempfunden war. Unter einem Baldachin im Zentrum stand ein Kreuz, flankiert von anbetenden Engeln. Auf dem Bogen, der den Chor vom Langhaus abtrennte befand sich eine Wandmalerei. Die Kirchenfenster zeigten bunte figürliche Darstellungen. 1932 erhielt die Kirche einen einfachen Kreuzweg in Form von 14 Holzkreuzen.
Bedingt durch die starken Beschädigungen im Zweiten Weltkrieg wurde das Kircheninnere ab 1947 einer erheblichen Umgestaltung unterzogen, dessen Entwurf von Albert Boßlet stammte. Die zerstörten bunten Fenster wurden durch Scheiben ersetzt, die sich aus einfarbigen Rechtecken in Gelb- und Purpurtönen zusammensetzten. Im Altarraum wurden drei Fenster und Bögen zugemauert, der Hochaltar nun schlichter ausgeführt. Über dem Hochaltar wurde im Juni 1952 eine Kreuzigungsgruppe der Kunstwerkstätte Vogel (Bergzabern) angebracht, dessen großes Holzkreuz, flankiert von Figuren Marias und dem Apostel Johannes, seitdem den Kirchenraum dominiert. Die Figuren stammen von Helmuth Müller aus St. Avold, der auch die Figuren der beiden Seitenaltäre, ein Antoniusrelief, eine Laurentiusfigur und den neuen Kreuzweg schuf. Der Grund, weshalb man einem französischen Künstler die Aufträge für die Ausstattungsgegenstände erteilte, war der, dass das Saarland bis 1957 wirtschaftlich an Frankreich angeschlossen war und es so keine Schwierigkeiten mit Einfuhrzöllen gab, wie bei den Altären und Glocken. Die Kanzel und die Chorschranken aus Stuck wurden ersetzt durch hölzerne Arbeiten der Kunstwerkstätte Vogel. In einer kleinen Kapelle, die sich links neben dem Eingang befindet wurde eine Kriegsopfergedenkstätte eingerichtet.
Nach dem Zweiten Vatikanischen Konzil wurde der Innenraum 1965/66 abermals umgestaltet und so der erneuerten Liturgie angepasst. Ein mit grünem Marmor verkleideter Altartisch wurde im Zentrum des Altarraums platziert und die Fußböden der Gänge und des Chores sowie die Treppenstufen erhielten helle Marmorplatten anstelle der Keramikfliesen. Der Holzfußboden unter den Kirchenbänken wurde durch dunklen Estrich ersetzt.

### Das Äußere der Kirche
Das Kirchengebäude wurde vom Stil der Neuromanik beeinflusst und als Sandsteinbau ausgeführt. Das Langhaus hat sechs Fensterachsen. Der Kirchturm besitzt eine Haube aus Kupfer, die barock anmutet. Ebenfalls mit Kupfer gedeckt sich die Dächer des Chores und der Sakristei. Das Dach des Langhauses ist mit Ziegeln gedeckt.

## Orgel
Die Orgel der Kirche wurde 1949 vom Orgelbauer Edmond Alexandre Roethinger (Straßburg/Elsass) mit einem Freipfeifenprospekt erbaut.
Das auf einer Empore aufgestellte Kegelladen-Instrument mit freistehendem Spieltisch verfügt über 25 Register, verteilt auf 2 Manuale und Pedal.
| I Hauptwerk C–c4 |               |       |
| 1.               | Prinzipal     | 8′    |
| 2.               | Gedackt       | 8′    |
| 3.               | Flöte         | 8′    |
| 4.               | Oktave        | 4′    |
| 5.               | Nachthorn     | 4′    |
| 6.               | Quinte        | 2 ⁄3′ |
| 7.               | Doublette     | 2′    |
| 8.               | Mixtur III–IV |       |
| 9.               | Trompete      | 8′    |

| II Schwellwerk C–c4 |               |        |
| 10.                 | Quintatön     | 16′    |
| 11.                 | Diapason      | 8′     |
| 12.                 | Flöte         | 8′     |
| 13.                 | Salicional    | 8′     |
| 14.                 | Vox coelestis | 8′     |
| 15.                 | Waldflöte     | 4′     |
| 16.                 | Nasard        | 2 ⁄3′  |
| 17.                 | Piccolo       | 2′     |
| 18.                 | Terz          | 1 3⁄5′ |
| 19.                 | Zimbel III–IV |        |
| 20.                 | Oboe          | 8′     |

| Pedal C–g1 |            |     |
| 21.        | Principal  | 16′ |
| 22.        | Subbass    | 16′ |
| 23.        | Octavbass  | 8′  |
| 24.        | Choralbass | 4′  |
| 25.        | Posaune    | 16′ |

- Koppeln: II/I, I/P, II/P, Sub II/I, Super II/I
- Spielhilfen: eine freie Kombinationen, Tutti, automatisches Pianopedal, Generalcrescendo, Mixturen ab, Zungen ab

## Glocken
Zurzeit beherbergt der Glockenturm drei Bronzeglocken als klassisches Te Deum-Motiv von Hermann Hamm aus Frankenthal, welches im Jahr 1950 gegossen wurde. Sie hängen aus Turmstatischen Gründen an gekröpften Stahljoche.
| Nr. | Name           | Ton | Gussjahr | Gießer, Gussort           | Gewicht (kg) |
| --- | -------------- | --- | -------- | ------------------------- | ------------ |
| 1   | Christkönig    | g1  | 1950     | Hermann Hamm, Frankenthal | 610          |
| 2   | St. Laurentius | b1  | 1950     | Hermann Hamm, Frankenthal | 350          |
| 3   | St. Maria      | c2  | 1950     | Hermann Hamm, Frankenthal | 250          |